# رالف بوسطن
رالف بوسطن (بالإنجليزية: Ralph Boston)‏ هو منافس ألعاب قوى أمريكي، ولد في 9 مايو 1939 في لاوريل في الولايات المتحدة.

## وصلات خارجية
- رالف بوسطن على موقع الاتحاد الدولي لألعاب القوى (الإنجليزية)
- رالف بوسطن على موقع الاتحاد الأمريكي لسباقات المضمار والميدان، قاعة المشاهير (الإنجليزية)
- رالف بوسطن على موقع اللجنة الأولمبية الدولية (الإنجليزية)
- رالف بوسطن على موقع أوليمبيديا (الإنجليزية)
- رالف بوسطن على موقع قاعة ميسيسيبي للمشاهير الرياضية (الإنجليزية)
- رالف بوسطن على موقع قاعة تينيسي للمشاهير الرياضية (الإنجليزية)
- رالف بوسطن على موقع الموسوعة البريطانية (الإنجليزية)
- رالف بوسطن على موقع إن إن دي بي (الإنجليزية)